# Kinect Sports

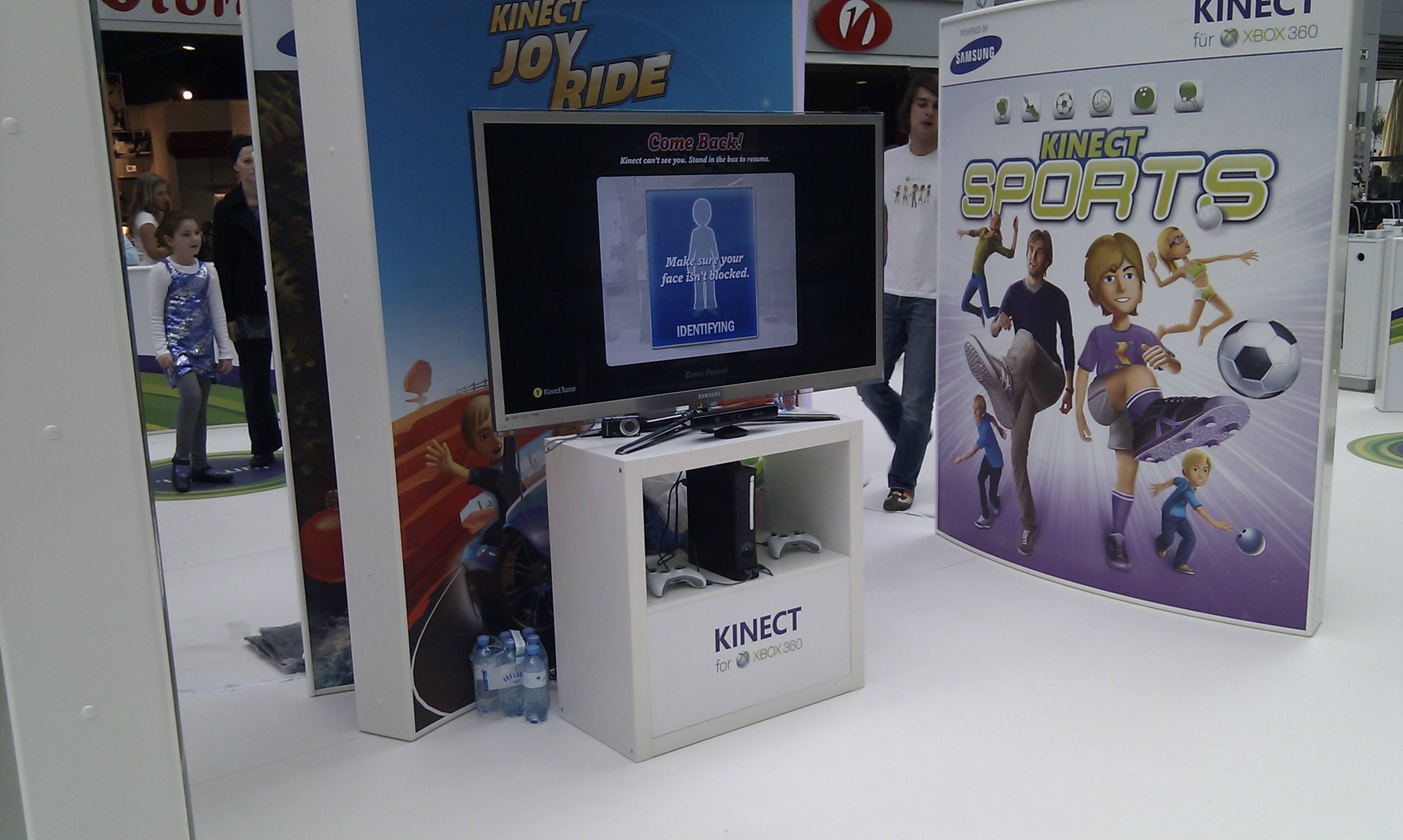
Demo Kinect Sports w MiIllennium City w 2010 roku

Kinect Sports – komputerowa gra sportowa opracowana przez Rare i wydana przez Microsoft na konsolę Xbox 360 z wykorzystaniem Kinecta. Gra została wydana w Ameryce Północnej, Europie, Australii i Japonii w listopadzie 2010 roku, jako jeden z pierwszych tytułów z okazji premiery Kinecta.
Gra została ogólnie pozytywnie oceniona przez krytyków i do kwietnia 2011 roku sprzedano ponad trzy miliony sztuk. W październiku 2011 został wydany sequel gry Kinect Sports: Season Two.

## Rozgrywka
Gracz, stojąc przed czujnikiem Kinect, naśladuje czynności, które są wykonywane w rzeczywistych rozgrywkach sportowych, takich jak np. rzucanie kuli w grze w kręgle, kopanie piłki czy wykonywanie ciosów bokserskich. Kinect Sports oferuje również tryb gry wieloosobowej, gdzie rozgrywka odbywa się na podzielonym ekranie (tzw. „split screen”).
Rozgrywka składa się z sześciu symulacji sportowych. Są to:
- kręgle
- boks
- lekkoatletyka – tutaj zawody są podzielone na: sprint, bieg przez płotki, rzut oszczepem, skok w dal i rzut dyskiem. Wszystkie rozgrywki można rozgrywać osobno (minigry) lub w formie pięcioboju.
- tenis stołowy
- siatkówka plażowa
- piłka nożna